# 拯救德尔托拉
《拯救德尔托拉》（英語：Deltora Quest）是澳大利亞作家艾蜜莉·羅達（英語：Emily Rodda，本名珍妮佛·羅威（Jeniffer Rowe））撰寫三個系列的奇幻小說兼童書。其中系列一改編成日本電視動畫，漫畫版本由庭野真琴人（にわの まこと）執筆。英文版動畫由電通製作，並且由位於加拿大卡加利的Blue Water Studios的Ocean Productions重新錄製英文。在澳洲和紐西蘭的卡通頻道播出，在美國於The Hub首播。台灣於2004年由大蘋果取得中文版的版權，並由小知堂文化發行。中國則是上海译文出版社在2005年引進原小說的前八集，也就是系列一的部分。動畫英文版到第52集為止，剛好是原小說系列一的劇情範圍。日文版則有65集，從第53集到第65集都是動畫版自行設定的劇情。

## 小說劇情簡介
小說系列一
從前在遙遠的異世界有個名叫帝托拉的王國，當時的王國是由七大部族所統治的國家，每個部落擁有一顆獨特魔力的寶石，居住在帝托拉王國的人民世世代代過著平靜、相處融洽與幸福的寧靜生活，但是在某天，某個邪惡的黑影為了奪取帝托拉王國的掌控權在遙遠的魔境內向外發動進攻，那個邪惡黑影就是魔影大帝。即使面對魔影大帝與其率領的軍隊，如果七大部族只靠一個部落根本無法抵抗，就在這時一位出身於鐵匠的亞丁聽從神的旨意與其聲音打造出神聖之力的鐵製腰帶「帝托拉聖鍊」，他為了阻止魔影大帝在帝拖拉國內說服七大部族將七顆寶石鑲入聖鍊，最終亞丁與七大部族成功團結一致擊退魔影大帝與其軍隊。
後來，亞丁成為帝托拉王國的首任國王也讓人們四處流傳著他的英勇事蹟與傳奇故事，不過亞丁知道魔影大帝是不會放棄侵略帝托拉王國，所以他決定將聖鍊攜帶身上並且提防著邪惡勢力。但是隨著時代的過去，魔影大帝為了要對付亞丁和他的後裔，它派遣它的部下引誘多數帝托拉王國的統治讓他們不攜帶著聖鍊將其給封印在高塔的內部，甚至趁著良好機會派遣邪惡生物魔鳥阿卡巴巴摧毀聖鍊的期間將七顆寶石藏匿至七個極度危險的地方、殲滅不少反抗的人民及少數的七大部族，現今的帝托拉文國統治者安東王為了修復被毀壞的聖鍊以及找回被奪走的七顆寶石，他決定隱居起來找到反擊的機會來對抗魔影大帝。十六年後一位名叫里夫的少年帶著他的鐵匠父親所準備的帝托拉王國的地圖以及修復與重新打造好的聖鍊和皇家衛兵巴爾達完成找回七顆寶石的艱辛任務，後來他們結識一位住在沉默之森的少女茉莉獲得她的幫助而脫離險境自此展開冒險的旅途。里夫和巴爾達、茉莉必須找回被奪走的七顆寶石然後重新集結七大部族的力量徹底打到魔影大帝將帝托拉王國恢復和平的秩序。
小說系列二
里夫和巴爾達、茉莉在跟七大部落團結一至終於擊退魔影大帝，讓帝托拉王國從闇黑的束縛中中獲得解放恢復和平的秩序，但是帝托拉之外的魔境仍然做為魔影大帝的根據地，而被囚禁在魔境的人民依然繼續受苦著，為了拯救被囚禁在魔境的人民，里夫、巴爾達、茉莉決定修復被分為三個部分的皮拉之笛來解放魔域的人民。與此同時魔影大帝似乎策畫著對付里夫一行人的邪惡計畫，當里夫從托爾城帶回一位神秘少女瑪麗蓮讓她待在王宮時，他和茉莉之間的關係也開始出現新的發展。
小說系列三
從前，帝托拉王國在古時代有龍族在守護，每個帝托拉之龍族群根據七顆寶石的法力對應七大部族的發展。當魔影大帝知道帝托拉龍族群的存在是威脅到自己的計畫，於是它命令邪惡生物魔鳥阿卡巴巴用來對付龍族，促使龍族的數量在里夫的時代時處於滅絕的情況，由於帝托拉王國正在面臨飢荒與疾病的危機，魔影大帝趁著機會派遣黑暗四姐妹在帝托拉王國內打算減消國內的勢力。里夫、巴爾達、茉莉為了解除帝托拉王國的危機不只得找出魔影大帝所派來的黑暗四姐妹然後消滅她們，更要將七大龍族給喚醒過來守護帝托拉王國。

## 動畫與漫畫劇情簡介
動畫第一季到(第1-52集、漫畫)
從前在遙遠的異世界有個名叫帝托拉的王國，當時的王國是由七大部族所統治的國家，每個部落擁有一顆獨特魔力的寶石(也就是魔幻石)，居住在帝托拉王國的人民世世代代過著平靜、相處融洽與幸福的寧靜生活，但是在某天，某個邪惡的黑影為了奪取帝托拉王國的掌控權在遙遠的魔境內向外發動進攻，那個邪惡黑影就是魔影大帝。即使面對魔影大帝與其率領的軍隊，如果七大部族只靠一個部落根本無法抵抗，就在這時一位出身於鐵匠的亞丁聽從神的旨意打造出神聖之力的鐵製腰帶「帝托拉聖鍊」，他為了阻止魔影大帝在帝拖拉國內說服七大部族將七顆寶石鑲入聖鍊，最終亞丁與七大部族成功團結一致擊退魔影大帝與其軍隊。
後來，亞丁成為帝托拉王國的首任國王也讓人們四處流傳著他的英勇事蹟與傳奇故事，不過亞丁知道魔影大帝是不會放棄侵略帝托拉王國，所以他決定將聖鍊攜帶身上並且提防著邪惡勢力。但是隨著時代的過去，魔影大帝為了要奪取帝拖拉王國還要對付亞丁的後裔，它派遣它的部下引誘多數帝托拉王國的統治者讓他們不再攜帶聖鍊將其給封印在高塔的內部，甚至派遣邪惡生物魔鳥阿卡巴巴摧毀聖鍊的期間將七顆寶石藏匿至七個極度危險的地方、殲滅不少反抗的人民及少數的七大部族，現今的帝托拉文國統治者安東王為了修復被毀壞的聖鍊以及找回被奪走的七顆寶石，他決定隱居起來找到反擊的機會來對抗魔影大帝。十六年後一位名叫里夫的少年帶著他的鐵匠父親所準備的帝托拉王國的地圖以及修復與重新打造好的聖鍊和皇家衛兵巴爾達完成找回七顆寶石的艱辛任務，後來他們結識一位住在沉默之森的少女茉莉獲得她的幫助而脫離險境自此展開冒險的旅途。里夫和巴爾達、茉莉必須找回被奪走的七顆寶石，並且重新集結七大部族的力量徹底打到魔影大帝將帝托拉王國恢復和平的秩序。
動畫第二季完結篇(第53-65集)
里夫與巴爾達、茉莉和七大部族團結起來順利找回被奪走的七顆寶石，他們成功討伐魔影大帝讓帝拖拉王國恢復昔往的和平。里夫在經過慘烈的戰鬥後，他知道身為帝托拉王國統治者不只要了解與處理民間的情況、承擔好帝托拉王國統治者的職責以及治理國度的方式，還要跟七大部族再次團結起來重新捍衛帝托拉王國，更重要的事，他們絕對不能放下對魔影大帝殘留部黨的警戒心，因為只有這樣才能讓帝托拉王國不會再度面臨被侵略的危機，更能讓自己不會步上許多前任統治者的後塵與錯誤的抉擇，此外里夫和茉莉的關係也開始有不同的發展。
某天，有一隻幻形怪在市場上攻擊不少的市民，雖然里夫與巴爾達、茉莉成功消滅幻形怪，但是他們知道帝托拉王國仍然有許多威脅仍然在肆虐著，因此里夫和巴爾達、茉莉再次踏上旅途並且掃蕩藏匿在帝托拉王國的許多威脅，這場艱辛與困難的旅途會是里夫身為新的帝托拉王國統治者將要面對的考驗。

## 外傳或設定集
帝托拉的傳說（Tales of Deltora）
敘述帝托拉王國遭遇魔影大帝侵略的過程，以及帝托拉王室的創始者鐵匠亞丁收集七顆寶石並團結七大部族擊敗魔影大帝守護帝托拉王國的故事。由Emily Rodda編寫，Marc McBride插圖，故事中託名約瑟夫為作者。
帝托拉的秘密（Secrets of Deltora）
介紹帝托拉各地的地理、人文、生態，有些地方會敘述歷史。由Emily Rodda編寫，Marc McBride插圖，故事中託名愛龍者多藍為作者。
帝托拉怪物名冊（The Deltora Book of Monsters）
介紹帝托拉的怪物，包括帝托拉龍族和七顆寶石的守護者。由Emily Rodda編寫，Marc McBride插圖，故事中託名約瑟夫為作者。
如何畫帝托拉怪物（How to Draw Deltora Monsters）
詳述如何繪畫帝托拉怪物。由Emily Rodda和Marc McBride所著。

## 帝托拉王室的簡述
帝托拉王室是由統合七大部族的鐵匠亞丁所建立的，亞丁由於在夢境中夢到帝托拉王國遭到來自魔域的魔影大帝的侵略以及神聖的鐵鍊腰帶的經過，他在聽從神的旨意與其聲音之下為了阻止魔影大帝不只打造出神聖之力的鐵製腰帶「帝托拉聖鍊」，還遊走帝托拉王國的境內說服七大部族將七顆寶石鑲入聖鍊上，因此亞丁與七大部族團結一至成功擊退魔影大帝與其軍隊捍衛帝托拉王國的和平。
後來亞丁成為國王並且治理國家並且提防邪惡勢力，自此每個亞丁的後裔都會繫上聖鍊。直至在亞丁的後裔艾斯垂德繼位時，一位名叫阿格拉的王室首席顧問突然提出將聖鍊保管在玻璃櫃等到重要場合拿出來使用的方案，促使艾斯垂德在晚年開始不再配戴聖鍊後就產生變調。當亞丁的後裔之一伯盧姆察覺到這個異狀時試圖告誡他的皇兄艾斯垂德卻遭誣陷是刺客的緣故被迫逃亡期間創立假面者組織。
當初會有將聖鍊保管在玻璃櫃直到重要場合中才能拿出來（指的是王位的繼承儀式）、甚至到布蘭登國王任內時期就開始興建高塔並將聖鍊保存在高塔的理由是因為在帝托拉王室的創立者亞丁膝下有五個孩子中以第二代統治者只有一個後裔的事實作為堅持，促使後期的帝托拉王室在尚未打破「傳統」前都是以一脈所單傳的。類似的事件仍然發生在帝托拉王室統治者卓姆和加瑞斯之後幾百年的安東國王的時代。在路坎國王的統治時其時，愛龍者多藍接受委託走訪整個帝托拉收集各地的地理、人文、生態等資料以提供給不少的閱讀者（包括繼承人加瑞斯）。但因顧問卓姆卻要求所有編輯的書都要用鉛筆作為書寫。多藍意識到這些書籍遲早會被篡改的時刻，因此他在返回德爾王宮前留下副本並且要求遠古時期負責守護帝托拉的帝托拉之龍族群以沉睡姿態。
實際上擔任帝托拉王家首次顧問的阿格拉其實是魔影大帝的部下，當時魔影大帝為了要削弱帝托拉聖鍊的能力，不只讓帝托拉統治者將聖鍊鎖在高塔中，然後促使顧問代替王室制定許多詭異和無法無天的命令與規定，還讓帝托拉統治者不去關注外界與人民的情況，甚至將外界人民向王室請求幫助的信件給燒毀、偽造出王室寫的答覆信寄給人民的手法，甚至會斬除阻礙他們的行動的人（包括暗殺和誣陷忠良、甚至是用慢性毒藥作為行刺目標），因此就任帝托拉統治者的路坎國王、奧爾頓國王夫婦（帝托拉王室後裔里夫的祖父母、安東的雙親）、安東與傑洛的乳母兼帝托拉王室護衛官巴爾達的母親阿敏也因此遇害。由於不少的統治者遵守「傳統」甚至到安東國王就任期間都在延續著，安東的好友傑洛在翻閱帝托拉王國的歷史時發現王室背後的內幕以及王家顧問阿格拉到現任顧問普蘭丁都是魔影大帝的手下的真相，當傑洛試圖告誡安東卻遭到普蘭丁的誣陷下被迫逃出王宮發現帝托拉國內許多慘烈的情況，直到他在王宮遭逢侵略時回來幫助安東與莎恩來挽救一切才打破「規矩」。
當魔影大帝趁著帝托拉王室處於衰弱期間開始侵略時摧毀高塔內的聖鍊並將七顆寶石也被分別藏到極度危險的地方，甚至在掌控國度的期間殲滅不少反抗的人民以及少數的七大部族，直到身為帝托拉王室的後裔的里夫與帝托拉王室護衛官巴爾達、沉默之森的少女茉莉找回七顆寶石的旅程並重新團結七大部族的力量再次擊敗魔影大帝，也順利重組皮拉之笛與喚醒帝托拉龍族的任務來保護帝托拉王國做為對抗魔影大帝的契機。

## 人物介紹

### 冒險者們
里夫（Lief）
配音員：日：坂卷亮祐／英語系：Cole Howard／台：劉傑
故事男主角，16歲，來自帝托拉的少年，對抗魔影大帝的三人組之一，有強烈的正義感。實際身分是原本帝托拉國王安東的兒子，只是一直被隱藏身分的安東所隱瞞作為鐵匠之子的身分扶養長大。
從小被父親灌輸帝托拉的歷史因此熟讀帝托拉境內的相關知識，對於聖鍊以及其上的七顆寶石的各自功用都非常了解。面對魔影大帝麾下的灰影衛隊做出的卑劣行為感到很憤怒遂決定挺身而出為正義而戰，拿著父親所交託的帝托拉聖鍊與地圖尋找七顆寶石，以獲得傳說中能夠打倒魔影大帝的能力。同時也有機靈的反應及不錯的算術能力。
在小說版系列二最後開始和茉莉戀愛並且在系列三最後結婚。在日文版動畫中在成功討伐魔影大帝並繼承王位後因為過不慣城堡裡的生活總是與母親回到成長的家。最後為了治理國家以及防範魔影大帝殘留餘黨的興起又與巴爾達和茉莉踏上旅程。而且在65集完結篇被帝托拉聖鍊再次認定為皇位繼承人並且和茉莉結婚。
- 小知堂發行本中譯：里夫
- 台灣卡通頻道中譯：諾亞

巴爾達（バルダ，Barda）
配音員：日：屋良有作／英語系：Tom Edwards／台：周寧
原本是帝托拉的衛兵，以前的外號為「戰熊巴爾達」，母親阿敏同時是安東國王及傑洛的乳母，但是母親被魔影大帝手下兼當時的執政官普蘭丁給暗殺慘遭遇害，為自己的無能為力感到很自責，之後因為在不敵魔影大帝的魔鳥部下阿卡巴巴的攻擊而摔落城外內，所幸生還也找到同樣逃出城堡的安東及傑洛一行人，從此與安東生活在一起（當時他並不知道其實安東是國王）。在小說與動畫中原本要與安東一起踏上找回七顆寶石的旅程，但是安東受傷無法再行動後想要自己一人出發，在接下安東提出由里夫代替的計畫後以先讓里夫接受除了戰技和歷史知識外各種技能的訓練為條件，然後與里夫找尋七顆寶石的旅程。
長年外表看似流浪漢，但這些都是為了方便潛伏城內收集情報以及在里夫陷入險境暗中救援所做的。在里夫被寄予尋找寶石的重任後，與里夫和茉莉成為同伴踏上尋找寶石的路程，成為對抗魔影大帝的三人組之一。
- 小知堂發行本中譯：巴爾達
- 台灣卡通頻道中譯：巴爾達

茉莉（Jasmine）
配音員：日：高垣彩陽／英語系：Laura Rushfeldt／台：陶敏嫻
故事女主角，16歲，愛好自然，能與鳥獸溝通，由於在沉默森林中長大所以對森林的事物很熟悉，也精通藥草練就一身能在樹林間自由穿梭的敏捷力。
其真實身分是安東國王摯友傑洛與鐵匠出身的婦女安娜之女，十六年前父親傑洛為了幫他好友安東拯救帝托拉決定互換姓名與身分與母親安娜逃到外地，起初父母在自己尚未出生時向托爾族請求幫助卻因門拒在外只好暫時住在寂靜森林中，雖然自己出生後與父母一起生活在森林學些生活技巧與生存能力，但是在目睹父母被魔影大帝的灰影衛隊給捉走至魔域並在母親的指示下躲藏起來生還並且相信能夠與家人回來重逢。但是母親沒有生還，而父親傑洛被抓去魔域和魔蜴戰鬥中雖然逃出卻失去記憶和名字。因此與孤兒烏鴉克里及謎樣生物菲妮共同在森林中成長。
起初在遇到里夫與巴爾達前會搶奪灰影衛隊及路人的財物，後來因為搶奪到里夫的披風發現這條披風對他有重要意義故又回頭去幫人。最後在黃玉的能力下與亡母見面下決定和里夫與巴爾達一起行動，自此成為對抗魔影大帝的三人組之一。
在日文版動畫中在成功消滅魔影大帝後雖然返回樹林，但因為防範魔影大帝殘留餘黨的興起又與巴爾達和里夫踏上旅程。而且在65集完結篇和里夫結婚。
在系列二看到里夫從托爾城帶回的女孩瑪麗蓮，以為她是里夫的未婚妻而感到很不安。在系列三最後和里夫結婚育有二子一女。
- 小知堂發行本中譯：茉莉
- 台灣卡通頻道中譯：森森

克里（Kree）
配音員：日：伊東みやこ
一隻黑色的烏鴉，跟在里夫一行人的身邊。
在尚未成長前因為父母與兄弟姊妹都被女巫泰根給吃掉的緣故成為孤兒，因此被茉莉給收養成為她的朋友並且里夫一行人在冒險旅程上經常幫他們在前方探路。
- 小知堂發行本中譯：卡哩
- 台灣卡通頻道中譯：克里

菲妮（Filli）
配音員：日：池田千草／英語系：Tony Valdez
由茉莉照顧的一種奇特綠色毛球狀生物，有很高的警覺性。
- 小知堂發行本中譯：菲力
- 台灣卡通頻道中譯：菲妮

### 重要人士
安東國王（エンドン国王，King Endon）
配音員：日：松本保典、本田貴子（幼年）
帝托拉王國的國王，里夫的父親，從小和傑洛在王宮長大。在雙親過世後(其實被魔影大帝的手下普蘭丁給暗殺)因此登基，但在位時已無實權也目睹傑洛想要警告自己卻被普蘭丁給誣陷下逃亡外地。在魔影大帝的軍隊侵略王宮前發現傑洛留下的暗號便發出求援信號。然後和傑洛、莎恩一起前往高塔取回帝托拉聖鍊。但是聖鍊已經被破壞，七顆寶石也被阿卡巴巴分散各地的情況。後來靠莎恩的機智與傑洛一起化解危機逃出王宮，之後和莎恩在傑洛家認識傑洛的妻子安娜。為了讓復甦聖鍊的力量也找回七顆寶石決定由傑洛與安娜和自己跟莎恩交換身分住在原本傑洛的家成為德爾城的鐵匠。然後與莎恩一直教導里夫有關帝托拉的歷史，包括寶石與聖鍊的事。他在計畫找到寶石並鑲到聖鍊以後讓里夫成為新國王。
原本計畫自己和巴爾達前往尋找寶石的旅程，但是因為受傷無法成行便將任務托付給里夫。在里夫16歲生日那天將聖鍊和自己打造的劍交給里夫，讓他和巴爾達踏上旅程。當里夫持續進行帝托拉聖鍊的任務時和莎恩被魔影大帝的手下法洛給囚禁於德爾城王宮地牢，後來決戰中被里夫一行人給釋放，雖然被法洛的攻擊下受到重創還在與阿卡巴巴與魔影大帝的戰鬥中受到致命傷，最後在魔影大帝敗退以及告訴里夫一行人說出自己心裡的感謝與歉意後安詳的離世。
在動畫劇情在德爾的戰爭中發現聖鍊上的寶石應該照正確順序排列並告訴里夫。
- 小知堂發行本中譯：艾頓
- 台灣卡通頻道中譯：安東

莎恩王后（シャーン王妃，Queen Sharn）
配音員：日：寺田春日 台 : 林美秀
安東國王之妻，里夫的親生母親，托爾族人。是被挑選成為帝托拉王國的王后(被丞相普蘭丁所挑選，他以為自己的性格很軟弱也沒有威脅性)，後來在在德爾王宮遭遇魔影大帝的侵略、聖鍊已經被破壞，七顆寶石也被阿卡巴巴分散各地的情況下用計與安東和傑洛將普蘭丁給除掉。在逃出王宮和安娜交換身分住在傑洛家並與安東一起教導里夫。里夫將踏上旅程的時候帶上的魔法斗蓬就是她親手織的。
在德爾城的戰鬥，當里夫持續進行帝托拉聖鍊的任務時和安東被魔影大帝的手下法洛給囚禁於德爾城王宮地牢，後來決戰中被里夫一行人給釋放。直至魔影大帝敗退以及安東過世以後搬回王宮成為官方顧問。除了照顧貧困者的需要也在里夫不在時於德爾和托爾之間進行正式訪問。在帝托拉小說全系列最後一集被下劇毒陷入命危後來靠綠寶石的能力下康復。
- 小知堂發行本中譯：莎恩
- 台灣卡通頻道中譯：莎恩

傑洛（Jarred）
配音員：日：中村秀利、松本沙知（幼年）／台：李香生
茉莉的父親，也是安東從小到大的摯友與親梅竹馬，當好友安東登機後因為查閱帝托拉王室的歷史時發現從為王家首席顧問普蘭丁是魔影大帝的手下的真相，因此試圖警告安東時遭遇普蘭丁給誣陷下逃亡外地，後來在流亡的期間發現帝托拉國內許多慘烈的情況，之後逃至某個鐵匠克里恩的鋪內被他給藏匿與收留，後來與克里恩的孫女安娜相戀與結婚，之後在收下好友安東在暗中傳達的求救訊息下趁著帝托拉遭逢魔影大帝的軍隊給侵入前趕回王宮，在魔影大帝侵略帝托拉時幫助與救走安東與他妻子莎恩，之後跟安東交換姓名身分並逃亡與隱居，原打算到莎恩的家鄉托爾城請求庇護卻遭拒絕回應，之後轉展至沉默森林和安娜生下茉莉後暫時隱居森林內，並且教導她許多在森林學些生活技巧與生存能力，直至被灰影衛隊抓去魔域和魔蜴戰鬥並失去記憶和名字，而妻子安娜在沒有存活的情況下離世，在逃離魔境並來到恐怖山脈後被一位名叫度恩（Doom）的男子所救。在度恩被灰影衛隊的戰鬥下犧牲後便借用度恩的名字並創立反抗軍。在德爾城的戰鬥被擊中頭部後來在半昏迷狀態恢復記憶與茉莉相認，再次與安東相見。
在小說中雖然恢復記憶知道自己原本的身分，但是在之後小說的行文和角色對白中仍然稱度恩。
- 小知堂發行本中譯（Jarred）：傑德
- 台灣卡通頻道中譯（Jarred）：傑洛
- 小知堂發行本中譯（Doom）：杜暮
- 台灣卡通頻道中譯（Doom）：度恩

安娜（Anna）
配音員：日：雪野五月／台：陶敏嫻
鐵匠克里恩（Crian）的孫女，原住在鐵匠鋪內，和從王宮逃離時和傑洛認識並且和他結婚。在德爾王宮遭遇魔影大帝的侵略、傑洛帶安東和莎恩前來避難時都有身孕。後來跟傑洛跟安東與莎恩交換身分逃出德爾，原打算到莎恩的家鄉托爾城請求庇護卻遭拒絕回應，之後轉展至沉默森林生下茉莉後暫時隱居森林內，並且教導她許多在森林學些生活技巧與生存能力，直至和傑洛被灰影衛隊抓去魔域，但是自己沒有在魔域中存活下離世。當黃寶石被安置到聖鍊時，靈魂出現在里夫、巴爾達、茉莉的面前，短暫和茉莉重逢要求她加入里夫和巴爾達尋找七顆寶石與對抗魔影大帝的行列。
約瑟夫（Josef）
約瑟夫在里夫的祖父奧爾頓（Alton）國王統治時期擔任王宮圖書館長，當自己不同意燒毀帝托拉編年史─帝托拉歷史的文字記錄，於是裝死並安全偷渡編年史，住在德爾的一座陶器工廠依賴工廠主人為生。在救下一個身為街童與盜賊的孤兒拉涅許並且教育他。在陶器工廠易手後迫使拉涅許偷竊來養活兩人。魔影大帝戰敗後對里夫揭露自己和編年史的存在。搬到王宮對里夫揭露許多帝托拉的秘密，例如皮拉笛的傳說和多藍對帝托拉之龍的記述。還在王宮期間還寫《帝托拉怪物名冊》（The Deltora Book of Monsters）和《帝托拉傳說》（Tales of Deltora）。在系列三再次擔任王宮圖書館長並指定帕芙（Paff）為助手卻沒發現她其實是魔影大帝的邪惡手下。因此被帕芙下藥以取得關於龍和四姐妹的資訊，還迷惑他不信任傑洛並竄改他的信件。最後在帕芙的毒藥下身亡仍然會出現幫助里夫，像是自己撰寫的《帝托拉傳說》警告里夫不要靠近在海拉（Hira）城的危險。
拉涅許（Ranesh）
從小遊蕩在街頭的孤兒後來被約瑟夫收養。在約瑟夫因為陶器工廠易手失去接濟後偷取食物，維持自己和約瑟夫兩人的生存。當帝托拉聖鍊重新完成而且魔影大帝敗退後和約瑟夫搬到王宮。當約瑟夫做王宮圖書館長的工作成為約瑟夫的助手。當里夫從托爾城帶回瑪麗蓮，直接看出他對瑪麗蓮陷入熱戀，以為瑪麗蓮是里夫的未婚妻而反對拉涅許的行為。後來真相揭曉後拉涅和瑪麗蓮回到托爾城結婚。
瑪麗蓮（Marilen）
里夫從托爾城帶回德爾城的少女。當里夫將她帶回時是在相當隱密的情況。而且在帶回王宮後又對她進行嚴密的保護。除了王宮三樓被劃分為她的專屬區域，她的食物也要和別人分開處理。除了在托爾城她的父親和托爾族長憶安之外到德爾王宮以後知道她到王宮的原因的人在王宮最多只有四個。除了里夫和她本人，就是和里夫一同進行迎接任務的度恩以及回德爾王宮後接受報告實情的莎恩。由於如此保密和安全措施，被許多人與茉莉誤以為她是里夫的未婚妻的存在，而且禁克斯告訴茉莉過去帝托拉國王有立托爾族人為王后的傳統。里夫想要告訴巴爾達和茉莉實情，但是在托爾城已經在瑪麗蓮的父親面前發誓不能告訴莎恩以外的任何人。在系列二最後靠自己和里夫對巴爾達和茉莉揭露真相，並回到托爾城和拉涅許在托爾城結婚。
布魯姆的琳朵（Lindal of Broome）
琳朵是位布魯姆的女獵人，以及會吃敵人首級的食人族戰士後裔。對帝托拉的野生生物和迷信有豐富的知識，就如同在打獵與戰鬥方面有的豐富的經驗。牠最後和巴爾達結婚並有六個孩子。然後在里夫、巴爾達、茉莉被果園看守者攻擊時救下他們，並且帶他們到布魯姆。她在小說全系列最後一集被帕芙給下毒，但是透過帝托拉聖鍊綠寶石的幫助恢復。

### 帝托拉系列部族
在帝托拉原有的七大部族有各自的文化傳統，甚至有彼此爭戰的歷史。當魔影大帝初次入侵帝托拉時亞丁成功整合帝托拉七大部族並從七大部族取得寶石完成帝托拉聖鍊，驅逐魔影大帝。之後七大部族仍然保有自己的特色。在小說系列一中魔影大帝再度侵略帝托拉時，里夫、巴爾達、茉莉為了拯救帝托拉不只是收集七顆失落的寶石以重新完成聖鍊，還和亞丁一樣團結各部族來擊敗魔影大帝。當時除亞丁時代的七大部族還加上後來渡海定居帝托拉的多爾族。令小說系列二中里夫、巴爾達、茉莉要重組皮拉之笛恢復皮拉的和平接觸來自帝托拉王國外的皮拉族人讓他們結盟對抗魔影大帝。

#### 七大部族
賈利斯族（Jalis）
部族寶石：鑽石（台灣卡通頻道中譯：聖之鑽）
賈利斯族是勇猛的戰士民族。他們在進行戰鬥或訓練時都穿著全套金色盔甲。對戰鬥又相當的狂熱，在受到侮辱的時候也會毫不猶豫以武力解決。賈利斯族不只擔任專職的騎士也會從事農民、漁民、店主、貿易商等工作。雖然他們在必要的時候也能成為勇猛的戰士投入戰鬥，也在與領域內龍族的關係上是唯一有記錄表示有獵龍紀錄足以證明勇氣的部族。但是他們在魔影大帝再度侵略帝托拉時奮力抵抗但敵不過灰影衛隊，因此賈利斯族面臨被殲滅、被迫成為奴隸帶至魔域就是流亡在外地的情況，格拉克是賈利斯族中少數生還的倖存者。
地精族（Gnome）
部族寶石：綠寶石（台灣卡通頻道中譯：翠綠寶）
地精族體型矮小卻擅長射箭，他們累積相當的財富並且擅於在門戶安裝些陷阱來對付入侵者也相當不信任外人，當然也會用任何的手段來對付侵入者，所以要說服地精族是件困難的事(即使是帝托拉王室的建立者亞丁在說服他們時候花費不少的時間)，地精族和各種危險生物對於前往恐怖山脈的旅行者而言是可能的危險種族之一。
原本地精族在被毒蟾蜍所控制前是相當重榮譽的種族後來成為奴隸因此與親獸族（kin）為敵，直到里夫、巴爾達、茉莉成功消滅毒蟾蜍讓他們能重獲自由然後化解敵對的關係與調解。
米爾族（Mere）
部族寶石：青金岩（台灣卡通頻道中譯：青琉璃）
喜好猜謎、賭博與競技的種族，以瑞斯米爾為主要城市。過去和平原族有戰爭關係。
德爾族（Del）
部族寶石：黃寶石（台灣卡通頻道中譯：采黃玉）
平原族（Plains）
部族寶石：蛋白石
平原族的歷史已經有相當的時間被埋沒。平原族以海拉平原為主要居住地並且在城外的平原上以農業為生，擅長培育優良的食材並製作美味的料理。但他們主要城市為海拉城。海拉城在受到魔影大帝的勢力侵襲以前都是由石頭打造的大城是各種經濟活動都相當繁榮的城市。當海拉城的居民發現老鼠的盤據事態嚴重已無力阻止時導致城內的經濟活動逐漸停擺。儘管他們曾經向王室求助卻沒有得到任何回應只好遷出，因此海拉城在里夫的年代已經完全成為老鼠之城。海拉城的居民有的流散各地或遷到吾署城。其中住在平原上的平原族居民艱苦求生，而住在吾署城的平原族居民在嚴格的統治下遵守嚴格的戒律。
拉雷族（Ralad）
部族寶石：紅寶石
建築能力強大的種族，由於帝托拉王宮就是拉雷族所建造的因此有王宮內部機關的秘密。他們看起來體型小但負重能力相當強。
托爾族（Tora）
部族寶石：紫水晶
托爾族是擅長魔法的種族。與德爾族王室結為聯姻關係
托爾族的祖先曾在過去立下誓約要效忠帝托拉王室否則要漂泊於天地之間。後來他們在魔影大帝的軍隊攻陷王宮時拒絕庇護王室的成員，因此在違反誓約被迫離開托爾城並如遊魂般飄蕩在失落山谷，直到里夫、巴爾達、茉莉破解謎題並解除他們的詛咒才能重返托爾城。
托爾族建造的城市托爾城是整塊大理石雕刻出來的，城內本身有強大的魔法可以將大多數邪惡之物能阻絕於城外，也是整個帝托拉王國中少數沒有被魔影大帝的勢力所影響的地方。幻形怪的丁亞進入托爾城變得相當虛弱藉此表現出他有些不尋常的跡象。

#### 其它部族
多爾族（D'or）
皮膚呈金黃色的部族，他們的祖先是渡海到帝托拉，時間在亞丁與七大部族之後。當魔影大帝侵入帝托拉時候，多爾族被女巫泰根的施魔咒變成水中生物，因此原本的繁榮的多爾城被施法變成悲嘆之湖，多爾族的族長奈米恩（Nanion）也被變成守護寶石的怪物索丁。直至泰根被里夫、巴爾達、茉莉擊敗後解除魔咒後加入他們討伐魔影大帝的同盟。
皮拉族（Pirran）
原本居住在皮拉的民族。皮拉族人在很久以前投票選出最好的演奏者成為領袖來保管並演奏皮拉之笛。每天早上、中午、晚上都會三次演奏皮拉之笛，神聖的力量保護皮拉不受邪惡勢力侵襲。某次原本的演奏者過世，三個演奏者展示他們的能力爭取成為皮拉之笛的持有者與演奏者。可是皮拉人聽過表演後經過十三次投票，三個候選人的票數還是相同。一個戴兜帽的人建議將皮拉之笛分成三部分，讓三人分別持有。疲倦的民眾接受這個建議。從此分離的皮拉之笛不再以神聖的旋律保護皮拉族，當皮拉被魔影大帝佔據成為魔域時使原本的皮拉族人分別跟隨自己支持的演奏者逃亡在外因此一分為三，令小說系列二中，里夫、巴爾達、茉莉要重組皮拉之笛恢復皮拉的和平接觸來自帝托拉王國外的皮拉族人讓他們結盟討伐魔影大帝的同盟。

### 帝托拉奇幻生物

#### 帝托拉之龍
龍在帝托拉是一種擁有強大力量的物種，又被視為大地的保護者。根據寶石，龍也分為七種，每種特性都有些不同。在魔影大帝開始建立霸權的時候，將龍視為障礙之一。愛龍者多藍在走訪帝托拉時，也竭力在各地尋找龍的蹤跡。龍一般不會透露自己的真名，因為這經常代表允許對方控制自己。到里夫的時代，龍已經相當稀少。里夫、巴爾達、茉莉第三次踏上旅程找出剩餘的龍，以對抗魔影大帝的陰謀和黑暗四姐妹。
黃寶石龍
紅寶石龍
蛋白石龍
青金岩龍
綠寶石龍
紫水晶龍
鑽石龍

#### 其它
瘟霸和瘟獸（The Wennbar and the Wenn）
瘟霸是出現在沉默森林的巨大掠食者。瘟獸是體型較小的蒼白生物，沒有頭或頸部，但是在肩膀有一對眼睛。瘟獸將瘟霸當作神，會將它們所捕獲的供奉給瘟霸。瘟獸體型小，但是會用後腿摩擦產生的聲音逼迫獵物失控，再螫獵物以麻痺，獻給瘟霸。如果瘟霸沒有被餵飽，會反過來攻擊瘟獸。瘟霸移動速度慢，但是在憤怒或飢餓時也能快速移動。里夫和巴爾達一開始前往沉默森林時被瘟獸攻擊，並在瘟霸出現前被茉莉所救。
在日文版動畫劇情，里夫、巴爾達、茉莉在重啟旅程時返回沉默森林並且佈下陷阱消滅瘟霸。
曼得勒（Muddlets）
一種高價的座騎，三條腿，跑得比馬快。出產於海拉平原，在帝托拉不是相當普遍。海拉平原的農民並不會在農耕上用曼德勒取代馬，因為比較起來曼德勒智力較低，也缺乏耐性。里夫、巴爾達、茉莉第一次遇到曼德勒是在前往老鼠之城的路上，並且從湯姆手中買下。但是這些曼德勒因為過於靠近自己的家而失控將三人都摔到地上。
沙獸（Terreocti）
又稱Sand Beast，出現在流沙之地的甲殼生物。有八隻腳，尖細的頭帶複眼，身體懸掛卵囊。雖然視力不佳，但是對振動相當敏感。會產卵在獵物的身上。
親獸（Kin）
親獸族是夢幻般的生物，它們在帝托拉是沒有傷害性、溫和的物種。外型經常出現在帝托拉孩童的圖畫書和玩具。
親獸的長相像是介於豬和雪貂之間有類似豬的後腳和囓齒類的前腳、大型皮翅、天鵝絨般的毛皮、腹腔袋，以及豐富表情的臉，還可以像人類一樣說話。體型上有從大狗到龍之間。可是在故事中數量已十分稀少，主要的食物為位於恐懼山脈的神農樹樹果(位了繁延後代所重要的糧食)，雄性親獸沒有育兒袋，雌性親獸有育兒袋可以將東西或孩子放入袋內。
親獸族原住在恐懼山脈的神農樹的樹林，但是地精族常以運動和娛樂與製作毛衣為目的迫害下離開家鄉搬到夢之泉。當里夫、巴爾達、茉莉遇到親獸族成員普林的時候，普林也是它們僅存的年輕成員。親獸的三名成員幫助里夫、巴爾達、茉莉到恐怖山脈。親獸族在里夫、巴爾達、茉莉擊敗毒蟾蜍後遷回家鄉並與地精族和平生活。
妙手猴（ボリバン，Polypan）
配音員：日：近藤孝行
一種外觀像猴子的生物，經常被盜賊與海盜等不懷好意的人給訓練成扒手來竊取他人的財物。里夫和巴爾達在托爾河準備搭船遇到一隻妙手猴吱吱讓牠幫他們度過危機，在原小說提到是被傳長養來當水手。在原小說設定喜歡嚼食一種黑色膠狀物質，動畫設定為太妃糖。
- 小知堂發行本中譯：波利潘
- 台灣卡通頻道中譯：妙手猴

巨獸（The Great Beast）

### 次要角色

#### 部族代表
收集到七顆寶石以後，剩下的工作就是要集合包括七大部族的代表參加維錫科污地的會議並找出王室繼承人讓繼承人戴上聖鍊，擊敗魔影大帝。里夫和巴爾達當場決定為德爾族代表。雖然多爾族並非七大部族，族長奈米恩仍然以多爾族代表身分參加會議。
曼樂斯（マナス，Manus）
配音員：日：間島淳司／台：何志威
拉雷族的青年，擅長演奏笛子。里夫、巴爾達、茉莉沿沉默森林前進的時候把他從灰影衛隊手中救出來，後來他也回頭救援被珍恩和賈德困住的三人。他帶三人到他的家鄉拉雷村，並且即使在族人反對下也堅持帶三人抵達悲嘆之湖。當索丁出現的時候，他的笛聲安撫暴怒的索丁。但是索丁提出用他交換紅寶石，被里夫、巴爾達、茉莉拒絕。
當七顆寶石集齊，曼樂斯以拉雷族代表的身分受邀前往維錫科污地的會議。他後來又被灰影衛隊俘虜，但是在魔影大帝敗退以後被釋放。曼樂斯也藉由檢查舊的王宮藍圖幫助里夫尋找南方姐妹，因為王宮原本是拉雷族建造的。
在動畫劇情中利用對王宮結構的了解幫助里夫和其他同盟在德爾的王宮內移動。
奈米恩（ナニオン，Nanion）
配音員：日：近藤孝行 ／台：李香生
多爾族的族長，曾被魔女泰根的魔咒變成怪獸索丁（Soldeen）來守護紅寶石，其妻埃西娜受到泰根的魔咒變成悲嘆之湖的雕像，直到里夫、巴爾達、茉莉成功擊敗魔女泰根解除魔咒加入他們討伐魔影大帝。雖然多爾族並非七大部族卻仍然參加對魔影大帝的戰爭。
- 小知堂發行本中譯：納尼安
- 台灣卡通頻道中譯：奈米恩

格拉克（グロック，Glock）
配音員：日：立木文彥／台：夏治世
瑞斯米爾競技大會的參賽者之一，出身於以強悍的戰士聞名的賈利斯族。在瑞斯米爾大賽開始前，喝到摻藥的蜂蜜而昏倒，失去比賽機會。大賽以後被灰影衛隊給抓走被度恩救出後加入反抗軍。
在七顆寶石集齊以後為了替族人報仇只好以賈利斯族代表身分受邀參加維錫科污地的會議。後來又被灰影衛隊俘虜，但是在魔影大帝敗退以後被釋放。
在這之後住在王宮，喜歡說長道短、賭博和喝酒。常以吹噓自己的力氣為樂還戲弄與嘲笑茉莉。強迫茉莉在尋找皮拉人的地下島時讓他陪同，也因此被長羽部族給俘虜並準備獻祭給一隻叫恐懼（The Fear）的怪物。里夫和巴爾達要救茉莉但是也被俘虜。四人說服長羽給他們一個機會摧毀恐懼，長羽答應了。格拉克在協助摧毀恐懼的過程中身亡。臨終將自己家族護身符給茉莉並對她說她有賈利斯戰士的心。茉莉發現那枚護身符實際上是皮拉之笛的一部分。
在動畫劇情，眾人在維錫科污地被魅影特戰隊攻擊，茉莉和格拉克戰鬥時互相幫助的事改善兩人的關係。
葛桑（Gla-Thon）
配音員：日：三宅華也 ／台： 林美秀
地精族女性，擅長使用弓箭。在恐怖山脈的事件後，和里夫、巴爾達、茉莉成為好友。在維錫科污地的會議，以地精族的代表身分出席。後來被灰影衛隊俘虜，但是在魔影大帝敗退以後被釋放。在小說系列三為了處理糧食問題前往德爾，但是因為瘟疫的關係被迫留在德爾。她也幫助里夫尋找四姐妹。
史迪溫／盧卡斯（ルーカス，英：Steven，日：Lucas）
配音員：日：堀川仁
平原族，商店在馬車上。有個哥哥叫溫迪史（斯卡魯），平時都待在史迪溫（盧卡斯）的身上，只有史迪溫遇到危險時才會出來。
- 小知堂發行本中譯（Steven）：史帝芬
- 台灣卡通頻道中譯（Steven）：史迪溫
- 小知堂發行本中譯（Nevets）：尼維斯
- 台灣卡通頻道中譯（Nevets）：溫迪史

法隱（Fardeep）
配音員：日：谷口節／台：李香生
米爾族的老人，喜歡遊戲。初登場因為魔影大帝的詛咒成為鑽石的守護者，詛咒解除後繼續住在失落之谷。家族以前居住在瑞斯米爾。
- 小知堂發行本中譯：法笛普
- 台灣卡通頻道中譯：法隱

米爾族的代表。
憶安（Zeean）
配音員：日：一城美由希／台：林美秀
托爾族的族長，也是個女魔法師，有強大的力量。小說裡面在安排七大部族聚會的名單時，提供里夫相當的建議。本身也在聚會中擔任托爾族的代表。
- 小知堂發行本中譯：紀安
- 台灣卡通頻道中譯：憶安

#### 假面者
貝絲（Bess）
貝德（Bede）
勒絲特（Rust）
澤瑞（Zerry）
奧托（Otto）
芙爾恩（Fern）

#### 龍族
菲迪力斯（Fidelis）
裘耶（Joyeu）
佛爾屯納（Fortuna）
霍諾拉（Honora）
維黎塔斯（Veritas）
佛爾塔（Forta）
霍皮安（Hopian）

#### 遠古角色

##### 王族
亞丁（Adin）
艾斯垂德（Elstred）
伯盧姆（Ballum）
亞丁娜（Adina）
布蘭登（Brandon）
路坎（Lucan）
加瑞斯（Gareth）

##### 學者
愛龍者多藍（Doran the Dragonlover）
維錫科（Withick）
維錫科曾經在德爾的王宮內工作，後來和顧問卓姆不和而離開。愛龍者多藍結束在整個帝托拉的旅程回到王宮以前曾經拜訪維錫科，並且由維錫科為他在旅程上記錄編輯的《帝托拉的傳說》加上插圖。維錫科自己有著作《帝托拉聖鍊》，是一本方便隨身攜帶的小冊子。里夫相信維錫科後來的死也是出自卓姆之手。另外，維錫科居住的地方後來以他命名稱維錫科污地。

#### 其他次要角色
阿敏（Min）
配音員：日：上村典子／台：林美秀
負責安東與傑洛的王家乳母，巴爾達的母親。
詭謎巨人（The Enigmatic Giant）
本來是隻巨大的鳥，但因為為了拯救被女巫泰根給施咒的同伴而對她說謊，因此被她給施法變成巨人並且被奉命要守護通往悲嘆之湖的吊橋。後來在里夫的幫助下解除詛咒並發誓一定會報答他。報恩方式在小說版劇情是在里夫過橋墜落時救下他，動畫版劇情則是在後期德爾城的戰鬥中接住因為在空中跟法洛纏鬥終獲勝卻墜落於空中的里夫。
湯姆（Tom）
配音員：日：堀內賢雄／台：李香生
平原族旅行用品店「湯姆的店」店主。除了提供包括主角們在內的旅人道具也私下與反抗軍合作。
緹拉（Tira）
配音員：日：中島沙樹／台：林美秀
住在吾署城的少女，跟居民一樣畏懼統治者卜署使者並遵守嚴格的整潔規定，後來又被帶到魔域後受到操縱成為魔影大帝的傭人，曾釋放被禁錮的里夫、茉莉和巴爾達，直至在返回帝托拉王國後恢復原狀。
蘋果園的老太太（果樹園の老婆，Apple Park Old Lady）
配音員：日：堀絢子／台：林美秀
蘋果園主人，史迪溫的母親，飼養大量蜜蜂。里夫、巴爾達、茉莉一行人在不知情下摘她的蘋果被她以蜂群威脅要求賠償。在小說版劇情主角們失去所有金錢，動畫版劇情則剩下一枚錢幣。
費迪南（フェルディナンド，Ferdinand）
配音員：日：長島茂
在賭場「鳥與勝負」主持賭局的人。在動畫中利用機關詐賭被菲妮給攪局而曝光。在小說中向茉莉借用克里進行賭局。
歐文（Owen）
配音員：日：坂口候一／台：何志威
瑞斯米爾競技大會中出現的壯漢。因為怨恨格拉克擊敗喬安娜的事，因此擅自攻擊格拉克而失去資格，讓原本要和他對戰的茉莉因此不戰而勝。
日文版動畫劇情，里夫、巴爾達、茉莉幫湯姆看店的時候，與喬安娜帶自製商品到湯姆的店交易。
喬安娜（ジョアンナ，Joanna）
配音員：日：伊東みやこ／台：林美秀
歐文的妻子。同樣參加瑞斯米爾大賽卻敗給格拉克。
日文版動畫劇情，里夫、巴爾達、茉莉幫湯姆看店的時候，陪同歐文到湯姆的店交易。當時她已經懷有身孕和歐文決定如何為他們的孩子命名。
娜瑞達（ネリダ，Neridah）
配音員：日：釘宮理惠／台：林美秀
是個身手靈活的女性，性格上會利用自己外貌來欺騙他人以達到目的的人。在瑞斯米爾大賽登場利用詭計擊敗里夫。在失落之谷用作弊手段取走鑽石。原本的小說中因此受到詛咒而墜落河中溺斃，在動畫中瞭解到危險性將鑽石交還給里夫一行人。在日文版動畫中在魔影大帝被打敗後曾勾引里夫取自己為妻卻失敗而終。
菲亞（Fair）
配音員：日：太田哲治／台：何志威
瑞斯米爾競技大會的裁判。
普林（Prin）
配音員：日：間宮久留美／台：雷碧文
傳說中的生物親獸族的孩子。在里夫、巴爾達、茉莉前往恐怖山脈尋找寶石的時候私自跟上並且在用紫色苔蘚幫助他們趕跑魔蜴。
- 台灣卡通頻道中譯：品品

克倫
配音員：日：園部啟一
親獸族的長老。
禁克斯（ジンクス，Jinks）
配音員：日：中村大樹
原本德爾城的樂師，和巴爾達認識後來加入反抗軍。性格多疑，說話容易激怒人。在維錫科污地的會議後被誤會為魔影大帝的間諜。在小說系列二曾經告訴茉莉過去帝托拉國王有立托爾族人為王后的傳統。
法葛林（ファ・グリン，Fa-Glin）
配音員：日：中博史
地精族族長，曾經和族人一樣受到傑力克的殘暴統治，直到里夫消滅傑力克。他是個性格多疑、自負但同時也有智慧的領導者。在小說系列三開始用飛鳥傳書給里夫一封密碼信，解密後的內容是以隱晦的方式表達地精族缺乏食物的問題。這封信讓里夫想到帝托拉當下的糧食危機，也暗示魔影大帝的詭計即將開始的預兆。
瑞南（Ri-Nan）
配音員：日：三戶耕三
地精族男性。在里夫、巴爾達、茉莉說服地精族幫助他們對付毒蟾蜍時告密，希望換得自己成為新的地精族長但是反而激怒毒蟾蜍而被殺。在動畫劇情中受普林的幫助躲開傑力克的攻擊，也在里夫打倒傑力克以後宣布趕過來的親獸族是同伴。
六號衛兵（憲兵6号）
配音員：近藤孝行
動畫原創角色。居住在一座森林中，個性善解人意也喜歡交朋友，算是灰影衛隊中的異類。但因為自己是魔影大帝的部下關係讓被許多人給厭惡。
愛娃（Ava）
湯姆的姐妹，是個盲眼的預言師。

### 反派

#### 魔影大帝（The Shadow Lord）與部隊
魔影大帝（影の大王，The Shadow Lord）
配音員：日：銀河萬丈／英語系：Michael Shepherd／台：李香生
整劇系列的強大反派，曾兩次侵略帝托拉王國。在佔據帝托拉王國的期間花費時間所準備。第二次被擊敗後仍然準備掌控帝托拉王國的計畫。
外型在原版中為披著一件大陰影斗篷，手持魔法杖的人類。雖然曾經是黑皮膚和紅頭髮，但本體在長期多年來憤怒和仇恨下被完全消耗掉，因此靈魂出現在空中漂浮周圍環繞著深灰色的雲層，邊緣是猩紅色的，看上去只不過是個蒙面人，而且聲音擁有創造或移動生物的力量。動畫版中外表則是相當巨大、被描繪出有著紅色的眼睛、巨大的惡魔實體般的黑色生物。
小說中為居住在多恩，原名為馬爾維蘭的人類巫師，雙親分別為酋長佩里格林和費蘭婦女阿勒南、也是安諾提斯和埃爾丹嫩的兄弟，早期在與兄弟們學些魔術訓練練出黑魔法時獲得不朽之身的能力，當父母雙繼離世後企圖從兄長手上爭奪統治權，結果不只敗北於安諾提斯和埃爾丹嫩還被逐出多恩，因此他帶著怨恨的意念詛咒他們並且表明自己會回來復仇，他在尋找歸處時聽到原始四姐妹美麗的歌聲感到很厭惡於是禁錮與殺害她們，卻喚醒缺乏四姐妹的歌聲使原本繼續沉睡確狂暴的巨獸。在尚未有能力擊敗巨獸之下召喚一條小船逃離島嶼。在抵達皮拉（Pirra）後唆使皮拉的居民將皮拉之笛（Pirran Pipe）分成三個部分，因此在佔領皮拉並將其領域變成魔域成為自己的根據地。而且在知道帝托拉龍族保護帝托拉王國時利用奪取的龍蛋來培養出自己所創造的生物阿卡巴巴魔獸用來對付龍族，更在愛龍者多藍知道自己的計劃後逼迫他成為黑暗四姊妹中其中一位姊妹的不朽容器，卻不知道多藍拯為了讓所有帝托拉龍族能夠繼續生還讓牠們陷入沉睡的經過。
小說中在初期侵略帝托拉王國時卻被鐵匠亞丁與七大部族給擊退，第二次是靠著自己所派來的部下在帝托拉引導王室做出錯誤的決策，因此派遣阿卡巴巴魔獸侵略王宮時摧毀聖鍊將七顆寶石帶到極度危險的地區，直到在亞丁的後裔里夫、原帝托拉王家護衛官巴爾達與沉默森林的少女茉莉重新完成聖鍊找回七顆寶石並團結七大部族後被擊敗，因此將里夫一行人視為眼中釘，先是不斷地利用觀察水晶企圖操縱里夫，甚至欺騙茉莉實創造出她虛假的妹妹費絲，藉此引誘茉莉前往魔域藉此得到里夫和帝托拉聖鍊的秘密。當里夫一行人分別完成重建皮拉之笛與喚醒帝托拉龍族令自己的計畫失敗收場，卻依然針對里夫一行人和自己的故國多恩不放。
動畫版中起初率領自己的軍隊試圖侵略帝托拉卻被鐵匠亞丁七大部族給擊退，之後為了殲滅亞丁的後裔與抵銷聖鍊的力量，於是派出部下引導帝托拉王室做出錯誤的決策，然後在安東國王的統治時期再度入侵帝托拉王國時破壞聖鍊將七顆寶石也被藏匿在危險的地方，直至得知亞丁的後裔里夫、原帝托拉王家護衛官巴爾達與沉默森林的少女茉莉在找尋寶石集結七大部族時不斷地派遣軍隊追捕他們，直到在決戰中因里夫重新完成聖鍊並團結七大部族然後發揮出聖鍊力量變成巨大亞丁的形象，然後被他持握著的劍給刺穿下消失殆盡(疑似被消滅)。
格里爾（Greers）
格里爾是魔影大帝在創造出灰影衛隊和幻形怪以前就創造的部隊。類似魔像的灰色類人怪物，智力相當有限。在亞丁的時代是魔影大帝的主要武力。當亞丁和魔影大帝決戰時以改良格里爾出現。後來亞丁得到紫水晶完成帝托拉聖鍊將魔影大帝連同所有部隊趕出帝托拉。之後魔影大帝是否還有在製造格里爾仍屬未知。
灰影衛隊（Grey Guards）
配音員：英語系：Glenn Howard,、Roger Rhodes、Stewart Burdette
灰影衛隊以十人一組的方式行動，是魔影大帝的主要武力。從莢艙製造出來，當莢艙太過老舊時會更新。每個莢艙有自己的名字，如卡恩莢艙（Carn Pod）。灰影衛隊成員稱呼時就是以莢艙名稱加上編號。
魅影特戰隊（カーン部隊，Carn Squad）
動畫原創角色，是魔影大帝直屬部隊。作戰時用兩把粉紅色武士刀，戰技較一般灰影衛隊高強。原小說雖然有「Carn」之名，但只是一個莢艙及小隊的代稱，曾經在流沙之地追蹤里夫、巴爾達、茉莉，並未被設定為特殊精銳部隊。
魅影特戰隊的隊長（カーン部隊の隊長）
配音員：日：稻田徹
動畫原創角色，是魔影大帝的灰影衛隊之中最強悍的魅影特戰隊的隊長，使用雙武士刀作戰。在動畫第44集被消滅。
阿卡巴巴（Ak-Baba）
是魔影大帝創造一種外形類似禿鷹的巨鳥，是以七隻為一組在天空飛翔，一般都是偵查用途不會攻擊人類或家畜。口中有牙齒且頭、頸、背都有刺。「阿卡巴巴」之名來自一種外形相似的鳥類，壽命一般可以到一千年。帝托拉人民以相同的名字稱呼。外形上的差異，比起原本同名物種，魔影大帝創造的阿卡巴巴口中多增加牙齒。
早期被魔影大帝創造出來是為了對付守護帝托拉龍族偷走龍族的蛋將它們以自己的方式培育成能夠對抗龍族的怪獸，甚至在攻陷德爾王宮時將七顆寶石帶到不同地點中藏匿起來。

#### 幻形怪（Ol）
幻形怪是魔影大帝所創造能改變自身形體的生物。它們很相當自我中心也透過取悅魔影大帝藉此讓自己晉升能力。所有幻形怪族都有魔影大帝的印記，它們會透過各種方式隱藏自己的真面目。消滅幻形怪的唯一方法就是刺穿它們的心臟(指的是魔影大帝上的印記)，雖然這種方法可以對付一級幻形怪和二級幻形怪，不過它們的心臟在身體的右側。三級幻形怪目前則不確定能否用同樣的方式才能消滅。
里夫、巴爾達和茉莉曾經遇到偽裝成兩個溺水的孩子的幻形怪曾誤以為它們是人類因此遭逢遇險，後來他們也曾經在船上遭到海盜襲擊時被偽裝成乘客的幻形怪的攻擊，後來更有一個幻形怪在巴爾達失蹤而里夫和茉莉下船後偽裝巴爾達的模樣來欺騙他們。約瑟夫在《帝托拉怪物名冊》寫下他曾經差點遭遇兩個幻形怪的行刺。某日約瑟夫藏匿在德爾的街道遇上一位恐怖山脈的地精試圖警告德爾人關於毒蟾蜍與幻形怪等邪惡生物的訊息時到隔天早上被人發現時已經身亡多時。他這才明白兇手是一對住在自己所在旅館附近的幻形怪，所幸史迪溫也在那裡並且讓溫迪史去摧毀它們。
- 小知堂發行本中譯：歐爾
- 台灣卡通頻道中譯：幻形怪

幻形怪分三種型態：
- 一級幻形怪：

- 可以偽裝成任何生物。根據描述，體型不是問題。不過出現過的都是像人類，或者最小像老鼠。
- 它們擬態時，會在身體上露出印記。
- 它們觸摸起來相當冰冷，可以在攻擊時造成凍傷。
- 無法長久維持型態，隨時都會現出原形。
- 無法吃或喝。
- 要結伴旅行，雖然同伴間不需要保持相同的外型。

- 二級幻形怪：

- 它們可以維持型體三天，之後專注力會中斷。出現稱為「顫慄」（The Tremor）的抽搐，也是幻形怪明顯的特徵。
- 擬態時印記會隱藏起來。可以假裝吃喝、產生體熱或是單獨旅行。

- 三級幻形怪：

- 也能變形成無生命的物體。
- 它們的印記完全都看不到。
- 可以無限期維持型體也可以單獨旅行。
- 和真人難以分辨和以假亂真，除了透過性格以外。
- 可能像它們模仿的生物一樣會被打敗與消滅，例如普蘭丁被安東、莎恩與傑洛用計給推出城堡外。

普蘭丁（プランディン，Prandine）
配音員：日：江原正士／台：何志威
當初安東國王身旁的顧問，但他其實是魔影大帝派來的手下，目的就是制定許多對帝托拉王室不利的法律讓魔影大帝能夠在時機成熟的時候趁虛而侵略占帝托拉王國，卻被安東夫婦及傑洛用計合力推下城堡而亡。不過被魔影大帝似乎相當中意自己的外型，因此在創造法洛時模仿成其模樣的三級幻形怪。
法洛（Fallow）
配音員：日：江原正士／台：何志威
魔影大帝在掌控帝托拉王國的代理，為三級的幻形怪外表與普蘭丁相似。:在動畫劇情能力除了讓包括指甲在內的身體一部分變成利刃當成武器，還可以伸出翅膀飛行。
當里夫、巴爾達、茉莉進行尋找寶石的任務途中抓捕里夫的父母並親自盤問他們的事，卻不知道里夫的父母的真實身分是帝托拉王國的國王和皇后。後來在里夫、巴爾達、茉莉、度恩在德爾城戰況不利而在擊敗丁亞後撤出德爾城，因此派遣灰影衛隊追擊他們。當灰影衛隊只捉到巴爾達、茉莉、度恩時對他們給斥責一頓。在里夫隻身返回德爾城展開救援行動期間利用安東和莎恩的高台上方來要脅他。後來在和里夫的衝突中被安東和莎恩用鏈條給攻擊。雖然對安東造成一絲致命傷但是在激烈的衝突中因滾燙液體倒在自己的身上而亡。而在動畫劇情在和里夫的戰鬥中自己赤手抓到聖鍊時被聖鍊的力量給消滅而亡。
丁亞（Dain）
配音員：齋賀觀月 ／台：何志威
表面上是反抗軍的少年成員，真面目是三級幻形怪，在動畫劇情擁有在受創之後變得更強的修復能力，剛開始偽裝成反抗軍的成員加入里夫一行人，後來在決戰中顯示出真實身分並且在德爾城與里夫的戰鬥中令里夫身陷險境，最後被里夫以聖鍊的力量所消滅。
在小說中，偽稱自己母親的名字叫楊「Rhans」，剛好是「Sharn」的重組，讓人聯想到其偽母楊和莎恩有關係。在日文版動畫，是以「ヤーン」讓人聯想「シャーン」的變形。在英文版動畫，則是以「Arn」恩對應「Sharn」莎恩。
台灣卡通頻道譯作丁亞，是台灣卡通頻道王室始祖譯名亞丁的名字倒過來寫。而原名丁亞的拼法是英文原文是帝托拉王室的始祖亞丁的名字重組。
- 小知堂發行本中譯：丹
- 台灣卡通頻道中譯：汀亞

#### 魔女泰根（Thaegan）與她的孩子們
魔女泰根（魔女テーガン，Sorceress Thaegan）
配音員：日：藤田淑子／台：雷碧文
佔領帝托拉東北部的邪惡魔女，也不喜歡鳥類，曾經將一隻黑鳥變成巨人為自己守橋。最喜歡的食物是烏鴉(包含克里的父母與牠的兄弟姊妹)。
她本身強大的黑魔法會讓自己在周圍製造防護牆不需要經過施咒，隨著時間的推移力量就會越來越大，重要的是本人的魔力出於對生命活力和自己對美貌事務的仇恨，左手小指尖被用來施放咒語的手指也是唯一的弱點，只有讓她的血滴到地上就會身亡。
原為和性格慈愛與熱愛自由的母親塔姆學些法術，但總是對其他生物懷有惡意只對黑魔法有興趣。結果在母親的厭惡下離家出走然後學會用黑魔法後就謀害她。
膝下有十三個孩子，但外貌各個都是面目猙獰的妖魔鬼怪，由於自己的孩子的名字太容易搞糊塗所以只好短暫的名字來幫牠們取名(珍恩和賈德、赫德和陶德、菲和弗萊、匹克和尼克、涼和拉德、禪和查德與印卡巴)。原小說除了珍恩、賈德、印卡巴確定死因，在里夫和巴爾達的言語挑動下互毆以後未再登場且生死不明（原小說僅提到昏迷或失去知覺，並未言明會死。）
外貌非常的美麗又高個子的女人，皮膚綠色，頭髮灰白長、黃色眼睛，穿著一件長而合身的黑色連衣裙，領口驟降，菱形小孔露出孔洞顯示出腹部。戴著形狀像四角星的粉色耳環，胸骨上戴著第三顆粉紅色的星星鈕扣，手指上戴上紅色戒指還戴著紫藍色的唇膏和指甲油。隨著時間流由於貌美的樣貌早已腐巧，即使活過一百多年卻無法阻止自己的衰老。真正的樣貌是一個醜陋不堪滿臉皺紋的老婦女。
在動畫中對拉雷族族人與多爾族族人分別施展無法說話與變成水中生物的魔咒，更將多爾族長老奈米恩變成守護寶石的怪物索丁，直至被里夫一行人打敗下而亡而解除魔咒而被魔影大帝復活兩次。第一次是魔影大帝在老鼠將戒指帶給自己時通過戒指的力量下重新復活。在流沙事件發生後完全康復找到剩下的孩子們找里夫一行人展開報仇，然而在遭青金石的神奇力量攻擊瞬間衰老無法控制魔法下意外殺害自己的四個孩子，而自己被利夫所殺並切斷無名指帶走戒指。然而第二次被魔影大帝復活被警告若是失敗會令自己的美貌將會不再長期持久下不得已收下恐懼之鏡，再度將野獸迷宮中度過難關的里夫一行人給囚禁起來，但是計劃失敗加上遭到恐懼之境照射下看見鏡中顯示自己的恐懼，令鏡子發動魔法吸收自身的魔力恢復自己真正的樣子，最後無法接受自己真正的樣貌並決定用剩下的魔力來自盡，帶著大部分剩餘的帶著自己的孩子們消失在里夫一行人的面前(除了印卡巴之外)。
- 小知堂發行本中譯：泰甘
- 台灣卡通頻道中譯：泰根

珍恩（Jin）和賈德（ジッド，Jod）
配音員（珍恩）：日：樫井笙人／台：夏治世
配音員（賈德）：日：真山亞子／台：林美秀
泰根的孩子之一，分別偽裝成一位老夫婦。真面目也是一對吃人的怪獸，可融合為更巨大的魔獸；擅長幻術，並且說話的一字一句都是倒著唸的。
赫德（,Hot）和陶德（トット,Tod）
配音員（赫德）：日：近藤孝行
配音員（陶德）：日：谷口節
泰根的兒子，為兩隻黃色的怪物。
菲（Fie）和弗萊（Fly）
匹克（Pik）和尼克（Snik）
涼（Lan）和拉德（Lod）
禪（Zan）和查德（Zod）
印卡巴（イカボッド，Ikabod，英文版Ichabod）
配音員：日：鄉里大輔／台：夏治世
泰根的兒子，外觀是一隻紅色怪物，是泰根膝下中最強悍的孩子。
芙蘭瓦絲（フランソワーズ，Francois）
配音員：日；下屋則子／台：林美秀
一位紅髮少女，於動畫第22、23集出現，其實是泰根其中四個兒子之一所變化而成的，將里夫一行人引入泰根所設立的陷阱。(只有茉莉發現異狀，里夫和巴爾達則士在發現真相時仍沒所警覺)。

#### 寶石守護者
戈爾（Gorl）
戈爾是一名配備金色裝甲與雙角頭盔的賈利斯族騎士。在亞丁統合帝托拉人民並創造帝托拉聖鍊以前，戈爾和他的兄弟們尋找生命百合。他們到達沉默森林，找到生命百合並成為守護者。後來為了爭奪生命百合的花蜜，戈爾在衝突中殺死兩個兄弟，自己單獨等待生命百合重新開花。他守護生命百合並且攻擊所有接近者，但是不知道由於隔絕陽光造成生命百合無法開花。在守護生命百合的長久歲月中，戈爾變得瘋狂與偏執，並且沒注意到劍柄鑲上黃寶石讓自己成為魔影大帝守護寶石的幫手。他在戰鬥中可以用精神感應強迫對手屈服。里夫和巴爾達前來尋找寶石被他攻擊，後來靠茉莉擊敗他。由於他的肉體已經消逝，一旦裝甲被破壞就無法再維持原來的形體。
索丁（Soldeen）
銳牙（Reeah）
蜂暴（The Hive）
傑力克（Gellick）
魔黏獸（The Glus）
法隱（Fardeep）

#### 邪惡四姐妹與守護者
四姐妹（The Four Sisters）
羅夫（Rolf）
假面的克絲丁（Kirsten the Masked One）
愛龍者多藍（Doran the Dragonlover）
帕芙（Paff）

#### 海盜
娜克（Nak）
配音員：日：雪野五月／台：林美秀
托爾河一帶出沒的女盜賊，人高馬大，對茉莉產生敵意。在芬恩和米亞衝突後下令將他連同里夫、巴爾達、茉莉一起丟到野獸迷宮。在原小說在里夫、巴爾達、茉莉逃離野獸迷宮後出面攔截，卻遇上海水噴發後被吸走被認定為溺斃。動畫版作戰被擊敗後卻因里夫、巴爾達、茉莉只是拿回自己的東西並放過他們。
在日文版動畫第60集想要搶奪一個小孩的祖傳寶物再次被里夫、巴爾達、茉莉擊敗，最後成為那名小孩的手下一起航海。
芬恩（Fin）
配音員：日：涉谷茂
托爾河一帶出沒的盜賊。在海盜巢穴和米亞從口角變成武裝衝突，後來將米亞打倒。在原小說，里夫、巴爾達、茉莉逃離野獸迷宮後出面攔截，卻遇上遇上海水噴發後被吸走被認定為溺斃。動畫版作戰被擊敗後卻因里夫、巴爾達、茉莉只是拿回自己的東西並放過他們。
在日文版動畫第60集想要搶奪一個小孩的祖傳寶物再次被里夫、巴爾達、茉莉擊敗，最後成為那名小孩的手下一起航海。
米亞（Milne）
配音員：日：小伏伸之
托爾河一帶出沒的盜賊。在攻擊里夫、巴爾達和茉莉搭乘的渡船時擄獲丁亞提議將他賣給灰影衛隊賺賞金。當里夫、巴爾達和茉莉被俘虜，由於與同伴衝突，因此被娜克和芬恩讓自己與里夫、巴爾達、茉莉一起丟進野獸迷宮。剛開始和里夫、巴爾達、茉莉一起行動，但是後來心神崩潰自己漫無目的逃竄直到被魔黏獸殺害並吃掉。

#### 其他反派
銳斯（Reece）
配音員：日：野島裕史
僧侶集團「卜署使者（Ra-Kacharz）」的首領，於小說第3集和動畫第9、10集出現。強迫統治的卜署城的居民遵守不合理的清潔規定，實際上是魔影大帝的手下。這些都是和老鼠之城事件有關的一部分，「Ra-Kacharz」就是「Rat Catchers」。最後在追捕逃走的里夫、巴爾達和茉莉時誤觸有毒黴菌而身亡。
爽朗母親（マザー・ブライトリー，Mother Brightly）
配音員：日：橘U子／台：雷碧文
瑞斯米爾競技大會公認的「冠軍」女將，瑞斯米爾競技大會選手專屬下塌飯店的老闆，實際上是魔影大帝的眼線，曾奉命將歷年的冠軍選手運往魔影大帝的所在地(指的是魔域)。在魔影大帝失勢之後為了生活以非法手段賺錢。
魔蜴（Vraal）
外形是有蹄狀的足部和如綠皮膚蜥蜴怪般的野獸，在動畫中嘴中間有一隻眼睛。來自魔域中一種凶暴的生物會不斷攻擊眼前的敵人直到徹底摧毀。只有魔影大帝可以降伏與對付牠。原在魔域鬥技場被用來和俘虜、奴隸等戰鬥提供娛樂，度恩是唯一已知在鬥技場與魔蜴戰鬥中存活的人。里夫、巴爾達和茉莉遇到一隻闖進恐怖山脈的魔蜴並且幾乎被追殺。最後靠親獸族普林用紫色苔蘚攻將魔蜴給逼退。
魔法師歐卡斯（魔導士オーカス，Servant Oacus）
配音員：日：神谷浩史／台：何志威
台灣卡通頻道譯作歐洛克。
動畫原創角色。外表是個長相清秀且冷酷的青年，實際年齡不詳，僅知是從魔影大帝首次入侵帝托拉時是魔影大帝的手下。擅長用火魔法並且不認為自己是人類。
大笑傑克（Laughing Jack）
湯姆的兄弟，是個放高利貸者。
黑霧（The Black Mist）
灰潮（Grey Tide）
帕芙所創造的怪物也是里夫、巴爾達、茉莉面對的最終大敵。本身像個會吞噬經過任何東西的灰色軟泥。最後被帝托拉之龍的火焰所消滅。

## 帝托拉系列世界觀

### 概述
帝托拉王國分為七個領域，每個領域主要由一個部族掌控，這些部族各自有一顆代表該部族的寶石。當七顆寶石被魔影大帝的邪惡魔鳥阿卡巴巴給藏匿各處，藏匿的地點剛好在對應部族的領域內。各領域還有不同種類的龍族以對應領域代表的寶石為名。另外各領域根據不同的生態環境有自己的獨特物種。此外，帝托拉王國三面環海。北方和皮拉(也就是後來的魔域)以漫長的圍起來山脈相隔，東南鄰巨蛇之海，南鄰南方之洋，西鄰銀海。

### 領域
帝托拉王國本身的七大領域以對應該領域的寶石或掌控的部族為名。皮拉在帝托拉王國之外在長期受魔影大帝的掌控是魔影大帝侵略帝托拉王國的根據地(又被稱為魔域)。沉默森林面積廣大，其範圍跨黃寶石領域和紅寶石領域。本身是個與外界幾乎隔絕的系統。

## 漫畫版
漫畫版是由講談社的漫畫雜誌「コミックボンボン」於2005年11月發表，在「テレまんがヒーローズ」連載到2008年冬季為止。はにわのまこと作畫，單行本共十冊。
單行本分冊
1. 秘密のベルト編 ISBN 978-4-06-332048-0
2. 沈黙の森編 ISBN 978-4-06-332049-7
3. ニジとドッジ編 ISBN 978-4-06-332054-1
4. 嘆きの湖編 ISBN 978-4-06-332066-4
5. チュルナイ編 ISBN 978-4-06-332075-6
6. ラット・シティ編 ISBN 978-4-06-332085-5
7. リスメア競技大会編 ISBN 978-4-06-332095-4
8. うごめく砂編 ISBN 978-4-06-375108-6
9. 恐怖の山編 ISBN 978-4-06-375116-1
10. 決戦編 ISBN 978-4-06-375120-8

## 動畫版
《帝托拉傳奇》的動畫版是根據Emily Rodda的同名小說系列一的八集所改編，並加上自行設定的劇情。最初由日本製作，每星期六從8:00到8:30在愛知電視台播出。英文版動畫由電通製作，並且由位於加拿大卡加利的Blue Water Studios的Ocean Productions重新錄製英文。在澳洲和紐西蘭的卡通頻道播出，在美國於The Hub首播。台灣是由台灣卡通頻道在2011年1月3日首播，從星期一到星期五的19:30到20:00。台灣卡通頻道所翻譯的中文版來源是英文版動畫，因此只有52集。

### 英文版與日文版動畫的差別
《帝托拉傳奇》的動畫主要分英文版與日文版。除了語言不同，內容可能有些差異。其它版本的動畫根據英文版或日文版翻譯，例如台灣卡通頻道的中文版是翻譯自英文版，而拉美版內容是根據日文版翻譯，除了標題文字不同。
- 英文版有52集，剛好是帝托拉小說系列一結束的地方。日文版有65集，從第53集到第65集都是動畫版自行設定的劇情。
- 英文版出現的人名完全按照原小說，日文版某些角色的名字被更改。
- 大多數情況下，劇情畫面顯示的文字根據其語言版本而定。
- 某些情節的安排有所差異，對白也可能有所不同。
- 英文版的主題曲在片頭與片尾都相同，單純以樂器演奏，從第1集到最後一集完全沒有更換。
- 英文版的片頭動畫與片尾動畫從第1集到最後一集完全沒有更換。
- 日文版除了第1集到第3集，開頭比英文版多出提醒觀眾觀賞時注意照明以及和電視保持距離的畫面或文字。
- 日文版在最後一集以前，各集結尾有下集預告，有時結尾會簡介專有名詞。

### 動畫劇集列表
- 英文版只有從第1集到第52集為止，所以第1集到第52集和第53集到第65集分開列表。
- 為求一致，雖然第53集到第65集只有日文版才有，敘述人名仍然不變。
- 有些人名翻譯在這裡與台灣卡通頻道差異甚大，敘述時仍然採用和這裡一致的翻譯，只有台灣卡通頻道標題名稱維持不變。
- 英文版事實上大部分有下集預告，但是卡通頻道並未播出。
- 卡通頻道並未播出英文版和日文版都有的中間休息畫面。

帝托拉傳奇（魔幻石之戰）劇集列表第1集到第52集
| 集數 | 日文版標題          | 英文版標題                       | 台灣卡通頻道標題   |
| --- | ------------------- | -------------------------------- | ------------------ |
| 1 | リーフ 冒険の旅へ   | The Adventure Begins             | 歷險啟程           |
| 里夫和巴爾達踏上旅程。 |                     |                                  |                    |
| 2 | 森の少女ジャスミン  | Jasmine, Girl of the Forest      | 森林女孩-森森      |
| 認識茉莉，尋找第一顆寶石。 |                     |                                  |                    |
| 3 | 黄金の騎士ゴール    | The Golden Knight                | 黃金騎士           |
| 擊敗戈爾得到黃寶石，茉莉加入隊伍。 |                     |                                  |                    |
| 4 | ナゾナゾ巨人の呪い  | The Enigmatic Giant              | 詭謎巨人           |
| 回答巨人的謎題過橋。 |                     |                                  |                    |
| 5 | ニジとドッジのわな  | Nij and Doj's Trap               | 老夫婦的陷阱       |
| 落入珍恩和賈德的陷阱，被曼樂斯所救。 |                     |                                  |                    |
| 6 | 嘆きの湖にすむ怪物  | The Monster in the Lake of Tears | 悲嘆之湖的怪獸     |
| 曼樂斯當嚮導，前往悲嘆之湖。 |                     |                                  |                    |
| 7 | 魔女テーガン現る    | Sorceress Thaegan                | 魔法女巫泰根       |
| 擊敗泰根解除她的魔咒，得到紅寶石。 |                     |                                  |                    |
| 8 | トムのふしぎな店    | Tom's Curious Shop               | 湯姆的古怪商店     |
| 擺脫泰根的孩子的追捕，到湯姆的商店。 |                     |                                  |                    |
| 9 | クリーンチュルナイ! | Noradz the Clean                 | 乾淨的吾署人       |
| 在吾署城受審判被關進地牢。 |                     |                                  |                    |
| 10 | 牢獄からの脱出      | Escape                           | 大逃亡             |
| 逃出吾署城看到不尋常的跡象。 |                     |                                  |                    |
| 11 | はばひろ川を渡れ    | Cross the River                  | 橫渡大河           |
| 通過大河前進老鼠之城。 |                     |                                  |                    |
| 12 | ラット・シティの王  | The King of the Rats             | 老鼠之王           |
| 擊敗銳牙得到蛋白石。 |                     |                                  |                    |
| 13 | エンドンとジャード  | Endon and Jarred                 | 安東與傑洛         |
| 敘述安東與傑洛的過去。 |                     |                                  |                    |
| 14 | うばわれた宝石      | The Stolen Gems                  | 魔幻石被偷         |
| 敘述王宮淪陷與寶石被奪的經過。 |                     |                                  |                    |
| 15 | 運がいい? わるい?   | Good Luck! Bad Luck!             | 好運或壞運？       |
| 失去全部金錢抵達瑞斯米爾。報名瑞斯米爾大賽。 |                     |                                  |                    |
| 16 | リスメア競技大会    | The Rithmere Games               | 瑞斯米爾大賽       |
| 瑞斯米爾大賽開始。 |                     |                                  |                    |
| 17 | 戦え! 戦えリーフ    | Test of Endurance                | 耐力測試           |
| 進入八強進行分四組賽，里夫和巴爾達淘汰，茉莉晉級。 |                     |                                  |                    |
| 18 | ジャスミンと謎の男  | Jasmine vs. Doom                 | 森森大戰度恩       |
| 茉莉擊敗度恩得冠軍，三人準備離開中陷阱被俘虜。 |                     |                                  |                    |
| 19 | レジスタンスの少年  | The Boy from the Resistance      | 反抗軍的少年       |
| 被度恩和丁亞所救，得知度恩是反抗軍的首領，最後前往流沙之地。                                                                                                   |                     |                                  |                    |
| 20 | うごめく砂の怪物    | The Shifting Sands               | 流沙之地           |
| 在流沙之地受到灰影衛隊、沙獸和蜂暴攻擊。 |                     |                                  |                    |
| 21 | 神の石ラピスラズリ  | The Heavenly Stone               | 神聖魔幻石         |
| 擊退蜂暴得到青金石。 |                     |                                  |                    |
| 22 | 魔女テーガンの復活  | Thaegan's Return                 | 泰根復活           |
| 遇到芙蘭瓦絲並同行。茉莉起疑，里夫和巴爾達渾然不覺被帶到一棟豪宅。                                                                                             |                     |                                  |                    |
| 23 | 恐怖テーガンのわな  | Thaegan's Trap                   | 泰根的陷阱         |
| 擺脫魔法迷宮，靠青金石再次擊敗泰根。 |                     |                                  |                    |
| 24 | プリンとの出会い    | Meeting Prin                     | 遇見品品           |
| 前往恐怖山脈途中抵達夢之泉遇到親獸族的普林。 |                     |                                  |                    |
| 25 | キンよ飛べ! 大空へ  | Kin to the Air                   | 遨翔天際           |
| 三名親獸幫助里夫、巴爾達、茉莉接近恐怖山脈。 |                     |                                  |                    |
| 26 | 急襲! 怪物ブラール  | Vraal Attack                     | 魔蜴的攻擊         |
| 里夫、巴爾達、茉莉在恐怖山脈遭到魔蜴攻擊被私自前來的普林所救。                                                                                                 |                     |                                  |                    |
| 27 | 恐怖の山にひそむ者  | Trapped under Dread Mountain     | 恐怖山脈的陷阱     |
| 落入地精族的陷阱，使用夢之泉泉水找出路，發現毒蟾蜍頭上的綠寶石。                                                                                               |                     |                                  |                    |
| 28 | 巨大ゲリックを倒せ  | The Great Gellick!               | 對抗毒蟾蜍         |
| 擊敗毒蟾蜍解放地精族，得到綠寶石。 |                     |                                  |                    |
| 29 | カーン部隊を叩け!   | End Of The Carn Squad            | 魅影特戰隊的末日   |
| 進森林躲避魅影特戰隊追擊並在離開森林不久後脫困。 |                     |                                  |                    |
| 30 | 新たなる怪物オル    | The Mysterious Ols               | 神秘的幻形怪       |
| 里夫、巴爾達、茉莉被幻形怪偽裝的小孩攻擊，丁亞出手干預幫助他們卻受傷。里夫、巴爾達、茉莉陪丁亞到反抗軍堡壘卻被當成幻形怪給拘禁。                               |                     |                                  |                    |
| 31 | さよならジャスミン  | Goodbye, Jasmine                 | 再見，森森         |
| 里夫、巴爾達、茉莉受丁亞幫助逃離堡壘陪他前往托爾城。茉莉提議和大家分開行動後脫隊。                                                                             |                     |                                  |                    |
| 32 | リバークイーン号    | The River Queen                  | 碧波女王號         |
| 里夫、巴爾達與丁亞搭上渡船碧波女王號，遇到貴婦裝扮的茉莉。 |                     |                                  |                    |
| 33 | リーフ、危機一髪    | Pirate Attack                    | 海盜襲擊           |
| 被海盜與幻形怪攻擊，巴爾達落水，丁亞被海盜給捉走。巴爾達重新出現但舉止怪異，尋找野獸迷宮時遇到另一個巴爾達。                                                   |                     |                                  |                    |
| 34 | 盗賊たちのうたげ    | The Pirate's Feast               | 海盜的盛宴         |
| 打敗假的巴爾達後被海盜俘虜，被丟進野獸迷宮餵魔黏獸。 |                     |                                  |                    |
| 35 | 怪物グルーの洞くつ  | Maze of the Beast                | 野獸迷宮           |
| 從野獸迷宮找到紫水晶並逃離魔黏獸的追擊、擊敗海盜。 |                     |                                  |                    |
| 36 | 魔女テーガンの逆襲  | Sorceress Thaegan is Back!       | 泰根再度復活       |
| 魔影大帝再度將泰根復活。里夫、巴爾達、茉莉誤觸泰根所設下的陷阱。                                                                                               |                     |                                  |                    |
| 37 | テーガンと子ども達  | Mirror Of Fear                   | 恐懼之鏡           |
| 泰根將里夫、巴爾達、茉莉傳送到恐懼之鏡，讓她的孩子們跟他們展開精神上的心理戰鬥。里夫、巴爾達、茉莉最後逃出恐懼之鏡擊敗泰根和她孩子，敵人只剩下印卡巴。         |                     |                                  |                    |
| 38 | 魔導士オーカス現る  | Sorcerer Oacus                   | 魔法師歐洛克       |
| 在國王之橋附近發現海盜聚集，潛入海盜停在河邊的船隻救出丁亞。魔法師歐卡斯出現猛烈攻擊，里夫、巴爾達、茉莉、丁亞沉到水裡。                                       |                     |                                  |                    |
| 39 | トーラ族の誓い      | The Vow of the Torans            | 托爾族的誓約       |
| 抵達托爾城，看到失散的丁亞在裡面，但是找不到別人。度恩也帶娜瑞達前來，從度恩口中聽到他的過去。里夫、巴爾達、茉莉突破灰影衛隊包圍，丁亞和度恩、娜瑞達一起離開。 |                     |                                  |                    |
| 40 | いましめの谷の番人  | The Valley of the Lost           | 失落山谷           |
| 在失落山谷遇到最後守護者，在時限內利用房間既有線索猜出守護者名字即可拿走鑽石。但是推出的答案令人難以置信。                                                     |                     |                                  |                    |
| 41 | 最後のダイヤモンド  | The Last Gem                     | 最後的魔幻石       |
| 鑽石已經被娜瑞達所奪，找到娜瑞達時又被歐卡斯給攻擊。擊敗歐卡斯將鑽石擺上聖鍊。                                                                                 |                     |                                  |                    |
| 42 | 七つの宝石が集う時  | The Seven Gems United            | 七顆魔幻石合體     |
| 將尋找寶石與王室繼承人的事告訴度恩、丁亞、法隱和托爾族決定集合七大部族代表。                                                                                   |                     |                                  |                    |
| 43 | スカール大暴走!     | Nevets Goes Wild                 | 發狂的溫迪史       |
| 完成部族代表名單。里夫、巴爾達、茉莉、史迪溫前往集會地點途中遭灰影衛隊攻擊，溫迪史反擊時失控誤傷巴爾達。                                                       |                     |                                  |                    |
| 44 | ベタクサ村の攻防    | Battle of Withick Mire           | 維錫科污地之戰     |
| 集合在維錫科污地遭魅影特戰隊攻擊。 |                     |                                  |                    |
| 45 | リーフ、誓いの儀式  | The Oath                         | 七個部落的誓言     |
| 里夫認為繼承人是丁亞並準備獻上聖鍊，印卡巴出現抓走丁亞。 |                     |                                  |                    |
| 46 | 宿敵オーカスの最後  | Last Battle                      | 最後的火之戰       |
| 分組前往德爾王宮救援丁亞，里夫一組遭到歐卡斯攻擊，最後擊敗歐卡斯。                                                                                             |                     |                                  |                    |
| 47 | 進撃せよ! 七部族    | The Seven Tribes                 | 七個部落           |
| 擊敗印卡巴將丁亞救下準備獻上聖鍊，丁亞舉止反常。 |                     |                                  |                    |
| 48 | 親友デインの正体    | Who is Dain?                     | 真正的汀亞         |
| 里夫藉聖鍊的力量消滅丁亞，會合同伴前往救援被抓走的巴爾達、茉莉、度恩。                                                                                         |                     |                                  |                    |
| 49 | 決死の救出作戦      | The Fight for Freedom            | 緊急救援           |
| 度恩恢復記憶，想起自己是茉莉的父親。里夫在普林協助救出巴爾達、茉莉、度恩，遇上被囚禁的傑洛與安娜。                                                             |                     |                                  |                    |
| 50 | 真実の世継ぎは誰?   | Who's the Next King?             | 誰是新國王？       |
| 度恩的真實身分是傑洛、傑洛的真實身分是安東，傑洛過去和安東交換身分。里夫是王室繼承人和法洛決戰。                                                               |                     |                                  |                    |
| 51 | 決戦アクババ軍団    | Battle of the Ak-Babas           | 激戰阿卡巴巴魔獸   |
| 法洛被聖鍊力量消滅。聖鍊墜落寶石散開。魔影大帝降臨。 |                     |                                  |                    |
| 52 | 七つの宝石の輝く時  | When the Seven Gems Shine        | 七顆魔幻石再度閃耀 |
| 里夫、巴爾達、茉莉和七大部族將寶石以正確順序排在聖鍊順利擊敗魔影大帝。重建帝托拉。                                                                             |                     |                                  |                    |

帝托拉傳奇（魔幻石之戰）劇集列表第53集到第65集
| 53 | ふたたび冒険の旅へ |
| 里夫和茉莉在市場遇到幻形怪攻擊，他們與巴爾達知道帝托拉仍然潛伏威脅，於是再次踏上旅程。                     |                    |
| 54 | ジャスミン森へ帰る |
| 回到茉莉住過的地方看，茉莉和度恩聊天。里夫、巴爾達、茉莉合作除掉瘟霸。                                     |                    |
| 55 | 地下迷宮のワナ     |
| 里夫、巴爾達、茉莉在拉雷村遇到一個占卜愛情的占卜師。                                                       |                    |
| 56 | フィリの大ピンチ?  |
| 菲妮被偷走，賣給爽朗媽媽。                                                                                 |                    |
| 57 | 独りぼっちの憲兵団 |
| 里夫、巴爾達、茉莉發現一個不想傷害人類，對動物與小孩子和善的灰影衛兵。                                     |                    |
| 58 | トムの店でお留守番 |
| 里夫、巴爾達、茉莉代替湯姆看店一天。                                                                       |                    |
| 59 | プリンはじめての恋 |
| 普林看起來戀愛，但是什麼都不敢說。旁人要里夫去確認普林的心意。                                             |                    |
| 60 | トル川の盗賊たち   |
| 海盜想要搶奪一個小孩的寶物，那個小孩也是一名傳說中的海盜的孫子。                                           |                    |
| 61 | 奪われたベルト     |
| 習慣上兩個一組行動的幻形怪的其中一個戰鬥起來不像幻形怪，而且赤手搶奪聖鍊時完全沒事。                       |                    |
| 62 | リーフの守った約束 |
| 里夫、巴爾達、茉莉拜訪法隱，受委託在時限內將一個盒子送到托爾城。里夫在路上看到任何事都為了委託不停留。     |                    |
| 63 | ネリダとジャスミン |
| 里夫、巴爾達、茉莉又見到娜瑞達，她的外表和言行舉止看來都和以前不一樣。                                     |                    |
| 64 | オルのひそむ館     |
| 里夫、巴爾達、茉莉要回德爾，各部族代表也在前往德爾途中。眾人齊聚在一棟大房屋，可是有幻形怪藏匿在眾人之間。 |                    |
| 65 | デルトラよ永遠に   |
| 到里夫該登基並宣布新王后的日子，可是里夫不見蹤影。                                                         |                    |

### 日文版動畫主題曲
片頭曲
「HEART☆BEAT」（第1集 - 第28集）
作詞：TATTSU
作曲：れいな
編曲：安原兵衛
歌：MARIA
「僕の太陽」（第29集 - 第52集）
作詞：秋元康
作曲/編曲：井上ヨシマサ
歌：AKB48
「In This Life〜旅立ちまでの3ステップ」（第53集 - 第65集）
作詞／作曲／編曲:Delta Goodrem
歌：Delta Goodrem、Stuart Crichton、Tommy Lee James Orbison、Brian McFadden
Delta Goodrem亦為著名的澳洲歌手，而帝托拉傳奇的原著也是澳洲小說。
片尾曲
「桜唄」（第1集 - 第14集）
作詞/作曲：新津由衣
編曲：武部聰志
歌：RYTHEM
「HEY NOW!」（第15集 - 第26集）
作詞/作曲/編曲/歌：COOLON
「Go To Fly!」（第27集 - 第39集）
作詞/作曲：南康弘、丸谷学
編曲：sunbrain
歌：sunbrain
「夢×夢」（第40集 - 第52集）
作詞・作曲：杉山勝彦
編曲:鈴木俊介
歌:大山百合香
「ユビキリゲンマン」（第53集 - 第65集）
作詞・作曲 - HoiFesta
歌:ホイフェスタ

## 外部連結
- 動畫《魔幻石之戰》官網 （页面存档备份，存于）（日語）
- 帝托拉系列澳洲網站 （页面存档备份，存于）（英文）
- 帝托拉系列美國網站 （页面存档备份，存于）（英文）